# Markku Aro
Markku Aro (Mouhijärvi, 3 februari 1950) is een Fins zanger.

## Biografie
Aro bracht zijn eerste album uit in 1969, maar brak pas twee jaar later echt door in eigen land door zijn deelname aan de Finse preselectie voor het Eurovisiesongfestival, samen met Koivistolaiset. Met het nummer Tie uuteen päivään wist hij met de zegepalm aan de haal te gaan, waardoor hij zijn vaderland mocht vertegenwoordigen op het Eurovisiesongfestival 1971 in de Ierse hoofdstad Dublin. Daar eindigde hij op de achtste plaats. In totaal nam hij zesmaal deel aan de Finse preselectie: in 1969, 1971, 1974, 1976, 1979 en 1981.